# Tawulec Tanaki
Tawulec Tanaki (Neillia tanakae) – gatunek rośliny z rodziny różowatych. Występuje w Japonii w górach. Nosi nazwę tawulec, gdyż dawniej zaliczany był przez botaników do rodzaju Stephanandra, jednak według nowszych ujęć taksonomicznych rodzaj ten jest synonimem rodzaju Neillia i prawidłowa nazwa gatunku to Neillia tanakae.

## Morfologia
PokrójSzeroki i rozłożysty krzew osiągający 1–2 m wysokości; gałęzie cienkie, zwisające łukowato do ziemi, czerwono- lub pomarańczowobrązowe.
LiścieOstro wrębne i pikowane, z długim wierzchołkiem i długimi klapami u nasady do 8 cm długości.
KwiatyBiałe, bardzo drobne, w luźnych wiechach (5-10 cm długości) na bocznych gałązkach.
OwoceDrobne, niepozorne mieszki.